# 一ノ宮美成
一ノ宮 美成（いちのみや よしなり、1949年 - ）は、日本のフリーランスジャーナリスト。大分県出身。

## 人物
同志社大学文学部卒業後、新聞記者（紙名未詳）を経てフリーランス。『蠢く懲りない面々』『同和利権の真相』シリーズなどの著書でグループK21や寺園敦史らとともに同和利権に対する批判記事を執筆。とくにハンナン事件を疑惑の段階から報道を続け結果として浅田満逮捕への道を開いた。その後も大阪市と部落解放同盟関係者・関連団体との癒着ぶり（飛鳥会事件で逮捕される小西邦彦やのちに破たんする芦原病院への補助金の流れなど）も2006年に問題が発覚する以前に報じ、關淳一市政（2期目）以降の大阪市役所の同和予算打ち切り措置にも大きな影響を与えた。
また、『誰も書けなかった若狭湾『原発銀座』の巨大利権』（2011年：宝島社）などにおいて関西電力と地元高浜町の有力者（森山栄治）の深いつながりを早くから指摘。2019年に関電金品受領問題が発覚し、八木誠関電会長と岩根茂樹社長が辞任（岩根社長は第三者委員会結論後）するきっかけも作った。
現在、『週刊実話』において「ブラックマネー」連載中（グループK21との連名）

## 著書

### 単著
- 『女子大生セクハラ事件の深層』（かもがわ出版, 2000年）横山ノックセクハラ事件の顛末とその深層について

### 共著
以下、特記なきものは「グループK21」と。
- 『闇の帝王〈許永中〉』
- 『追跡20年! 闇の帝王〈許永中〉』（宝島文庫（宝島社）, 2001年）
- 『西本願寺「スキャンダル」の真相!』（宝島社, 2001年）
- 『同和利権の真相』シリーズ（宝島社）
- （湯浅俊彦・グループK21）『京都に蠢く懲りない面々』（講談社＋α文庫, 2004年　他に「関西」篇、「大阪」篇あり）
- 『ハンナン浅田満「食肉利権」の闇』（宝島社, 2004年）
- 『武富士 サラ金帝国の闇』（講談社, 2004年 / 講談社＋α文庫, 2006年）
- （ベンジャミン・フルフォード・呉智英・溝口敦・寺澤有）『実録!平成日本タブー大全』シリーズ
- 『大阪・役人天国の果てなき闇』（講談社, 2006年）
- 『橋下「大阪改革」の正体』（講談社, 2008年）
- 『黒い都知事　石原慎太郎』（宝島社, 2011年）
- 『誰も書けなかった若狭湾『原発銀座』の巨大利権』（宝島社,2011年）
- 『橋下徹のカネと黒い人脈』（宝島社, 2012年）